# Phaeosolenia granulosa
Phaeosolenia granulosa är en svampart som först beskrevs av Karl Wilhelm Gottlieb Leopold Fuckel, och fick sitt nu gällande namn av W.B. Cooke 1961. Phaeosolenia granulosa ingår i släktet Phaeosolenia och familjen Inocybaceae.   Inga underarter finns listade i Catalogue of Life.